# Rogówka (gmina Niemenczyn)
Rogówka (lit. Raguvėlė) – kolonia na Litwie, w okręgu wileńskim, w rejonie wileńskim, w gminie Niemenczyn, przy drodze krajowej 102.

## Historia
W dwudziestoleciu międzywojennym gajówka i zaścianek leżące w Polsce, w województwie wileńskim, w powiecie wileńsko-trockim, w gminie Niemenczyn. W 1931 miejscowość liczyła:
- gajówka – 5 mieszkańców, zamieszkałych w 1 budynku,
- zaścianek – 7 mieszkańców, zamieszkałych w 2 budynkach[1].

Po II wojnie światowej w granicach Związku Sowieckiego. Od 1991 na niepodległej Litwie.